# Relaciones Brasil-Ecuador
Las relaciones Brasil-Ecuador son las relaciones internacionales entre la República Federativa de Brasil y la República del Ecuador.  Estas fueron establecidas en el siglo XIX, más precisamente en noviembre de 1844 y, desde entonces, han estado marcadas por la proximidad y la fluidez. Brasil ha desempeñado un importante papel como facilitador de los acuerdos de paz entre Ecuador y Perú, que estuvieron involucrados en un conflicto limítrofe desde 1828.
Ambos países buscan la integración regional, especialmente de los países de América del Sur, en el ámbito de la Unión de Naciones Suramericanas (Unasur), y de América Latina y el Caribe, en el ámbito de la Comunidad de Estados Latinoamericanos y Caribeños (CELAC).
Además de Unasur y CELAC, ambos también forman parte, junto a Bolivia, Colombia, Guyana, Perú, Surinam y Venezuela, de la Organización del Tratado de Cooperación Amazónica, creada el 13 de julio de 1978, con el objetivo de impulsar, por medio de la cooperación Sur-Sur, el desarrollo sustentable de la región, salvaguardando la soberanía de los Estados miembros sobre sus territorios amazónicos. En 2004, Ecuador se convirtió en un Estado asociado al Mercosur.

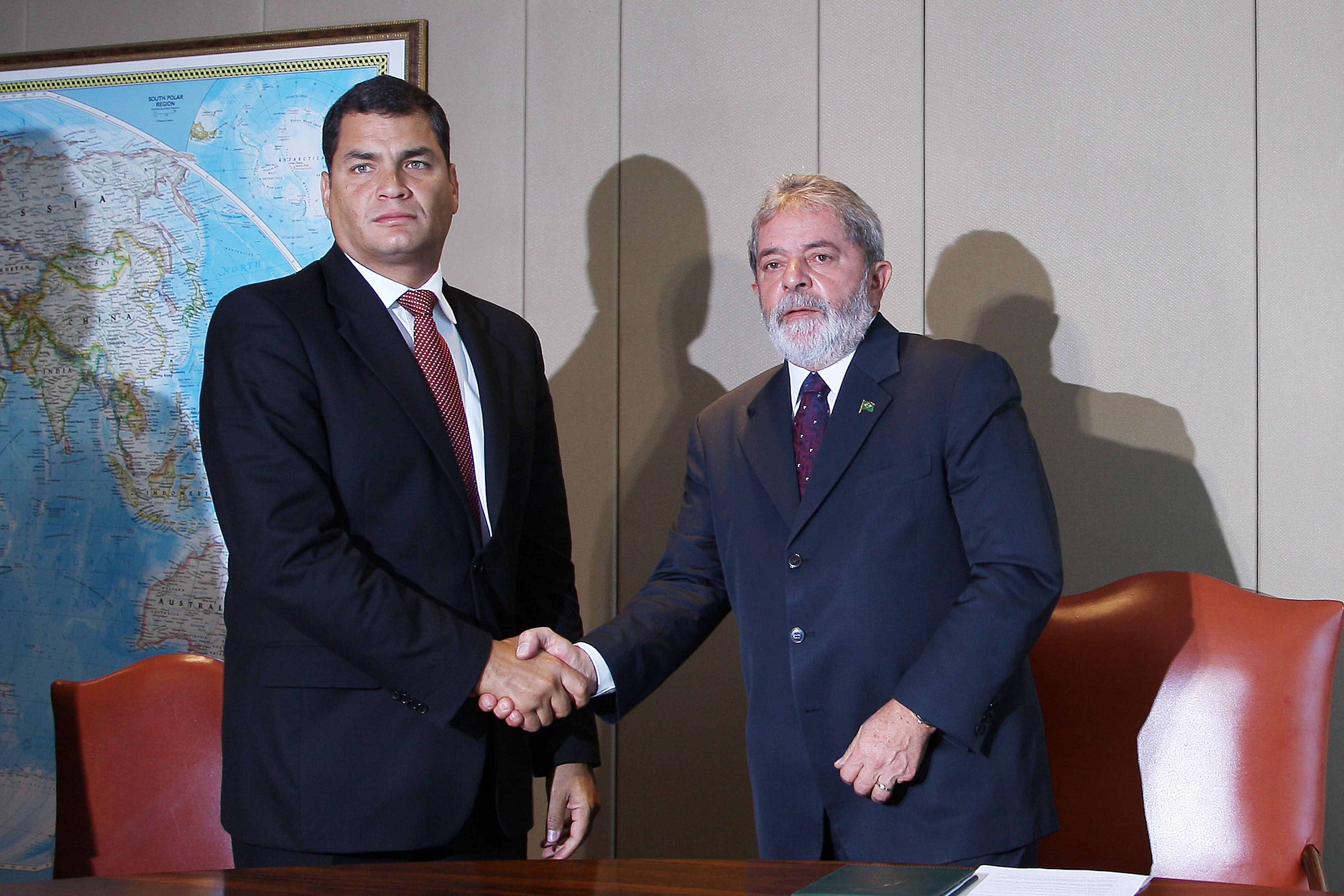
Los presidentes Rafael Correa y Luiz Inácio Lula da Silva, antes de la reunión para discutir la crisis diplomática que involucró a los gobiernos ecuatoriano, colombiano y venezolano.

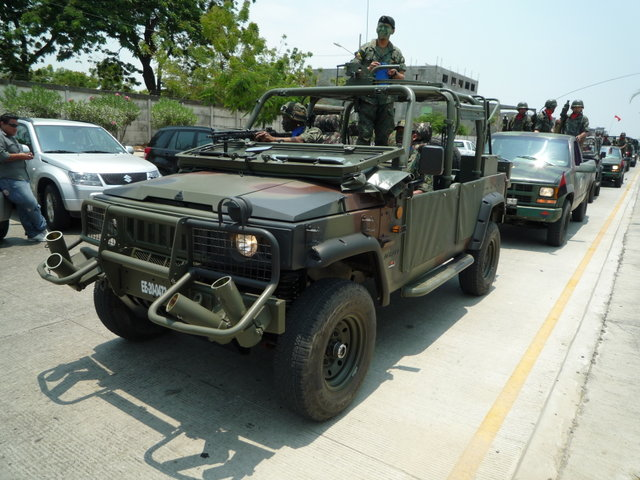
Vehículos brasileños Marrúa en servicio en el Ejército Ecuatoriano.

## Historia
Brasil y Ecuador establecieron relaciones diplomáticas en noviembre de 1844, cuando el Emperador Pedro II de Brasil designó a Manuel Cerqueira Lima como encargado de negocios ante los gobiernos de la República de la Nueva Granada (actual Colombia) y Ecuador, con residencia en Bogotá. En enero de 1873, fue abierta la legación diplomática del Brasil residente en Quito, con Eduardo Callado como encargado de negocios.

### Crisis diplomática de 2008
Una crisis diplomática entre Brasilia y Quito se inició en octubre de 2008, cuando el presidente ecuatoriano, Rafael Correa, sin previo aviso expulsó a la empresa constructora brasileña Odebrecht del país. La empresa construyó, con recursos del Banco Nacional de Desenvolvimento Econômico e Social, la central hidroeléctrica de San Francisco, obra que costó cerca de 500 millones de reales, generando cerca del 12% de la energía de todo el país.
La central fue inaugurada en noviembre de 2007, pero apenas siete meses después tuvo que interrumpir sus operaciones, ya que se detectaron errores estruturales en su construcción. Desde entonces, el gobierno ecuatoriano advirtió a la empresa por su responsabilidad en las fallas constructivas y en la subsecuente interrupción de la generación eléctrica, que provocó diversos daños a la población.
Frente a los problemas, Rafael Correa le dio un ultimátum a Odebrecht para reparar los daños en la fábrica, exigiendo, además, que la empresa pagase una indemnización por los daños y prejuicios provocados por el desabastecimento de energía. Por su parte, la empresa se rehusó a pagar cualquier indemnización al gobierno ecuatoriano. Así, las disputas escalaron y terminaron con la expulsión de Odebrecht de Ecuador.
Tras la expulsión de la empresa, el presidente Luiz Inácio Lula da Silva respondió cancelando una visita al país, que sería liderada por el ministro de Transportes brasileño, Alfredo Nascimento. Inmediatamente, Ecuador lamentó la reacción del gobierno brasileño.

### Destitución de Dilma Rousseff
El 31 de agosto de 2016, tras la confirmación de la destitución de la presidenta Dilma Rousseff por el Senado de Brasil, el presidente ecuatoriano Rafael Correa afirmó en su cuenta en la red social Twitter que retiraría al embajador de su país en Brasil, debido al acto que clasificó de "una apología al abuso y a la traición".

## Donaciones
La ley federal de Brasil N.º 12.442, del 11 de julio de 2011, autorizó la donación de una aeronave C-115 Buffalo de la dotación de la Fuerza Aérea Brasileña a la Fuerza Terrestre Ecuatoriana.

## Misiones diplomáticas
- Brasil tiene una embajada en Quito.[10]
- Ecuador tiene una embajada en Brasilia y un consulado-general en São Paulo.[11]